# Paiwarria venulius
Paiwarria venulius är en fjärilsart som beskrevs av Pieter Cramer 1782. Paiwarria venulius ingår i släktet Paiwarria och familjen juvelvingar. Inga underarter finns listade i Catalogue of Life.

## Bildgalleri

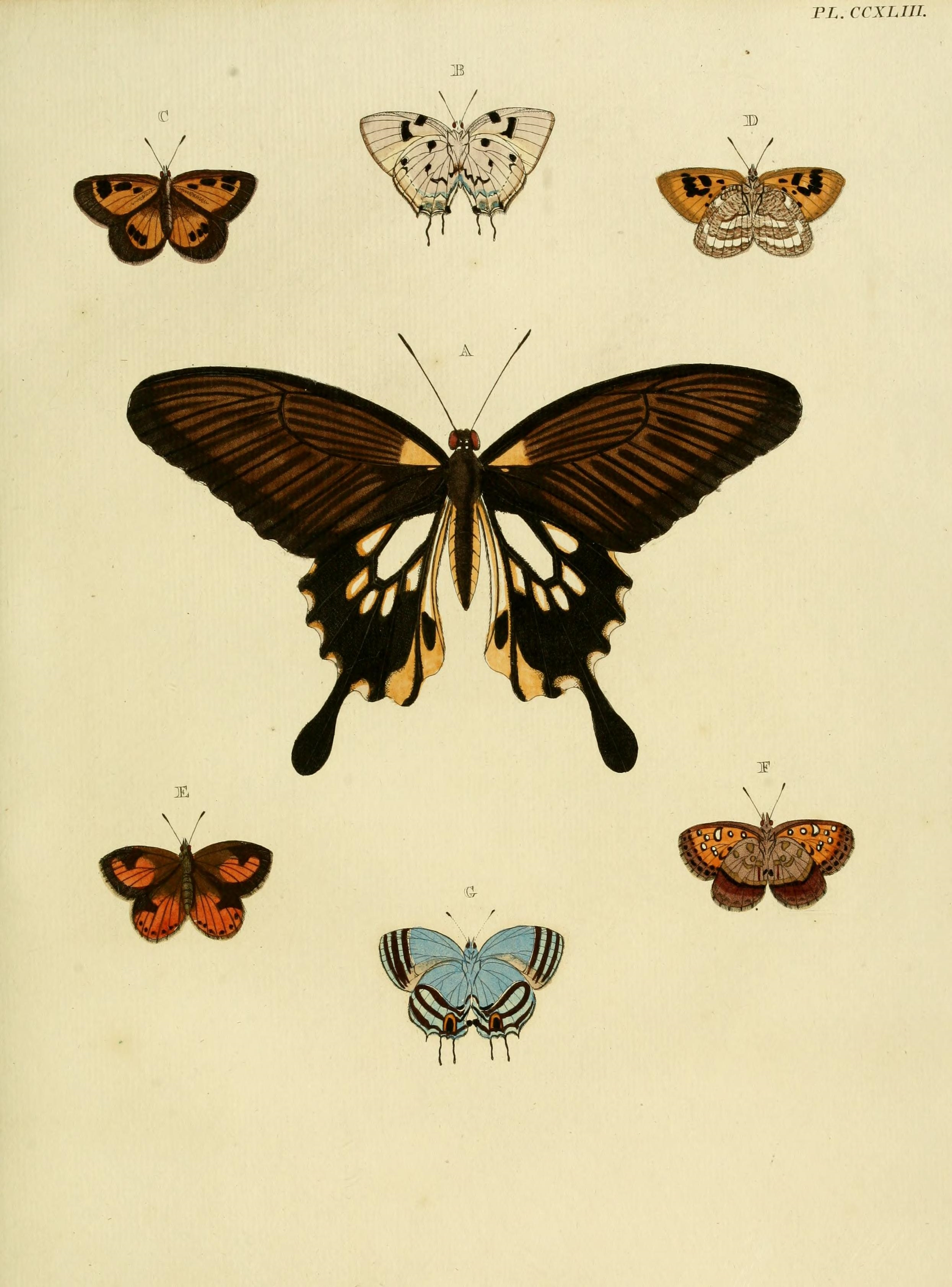